# BRF
A BRF é uma empresa transnacional brasileira do ramo alimentício, fruto da fusão entre Sadia e Perdigão, duas das principais empresas de alimentos do Brasil. A operação foi anunciada em 2009 e concluída em 12 de junho de 2013 após a aprovação pelo Conselho Administrativo de Defesa Econômica (CADE).

## História
As negociações para a compra da Sadia pela Perdigão tiveram início em 2008, com o então presidente José Antônio do Prado Fay. O sucesso da fusão, anunciado oficialmente em maio de 2009, deu origem à BRF, que seguiu sob o comando de Fay.
Em outubro de 2011, a BRF faz duas aquisições na Argentina, comprando as companhias Avex (empresa frigorífica) e Dánica (líder argentina na fabricação de margarinas) por 150 milhões de dólares.
Ainda em 2012, com a conclusão do processo de fusão entre Perdigão e Sadia, a então BRF Brasil Foods se tornou uma das maiores companhias de alimentos do mundo.
Em abril de 2013, o empresário Abílio Diniz é eleito o novo presidente do Conselho de Administração da BRF e dá impulso ao plano de mudanças internas. Após quatro meses, Claudio Galeazzi passa a ocupar o cargo de José Antônio do Prado Fay, sendo nomeado o mais novo CEO da companhia. Galeazzi repete com Abilio Diniz uma parceria de anos, semelhante a de outras empresas na qual Diniz era responsável (como o Grupo Pão de Açúcar, por exemplo).
Em abril de 2014, mais uma fatia da Federal Foods é comprada por cerca de 27,8 milhões de dólares; em agosto do mesmo ano, a BRF incorpora a distribuidora de alimentos congelados Alyasra Food Company, no Kuwait, por 160 milhões de dólares. Com essas aquisições, a companhia expande suas operações no Oriente Médio e dá sequência ao plano de internacionalização.
Em setembro de 2014, a BRF vende seus ativos de lácteos para o grupo francês Lactalis por 1,8 bilhão de reais- entre os ativos vendidos estão as marcas Batavo, Cotochés e Elegê. De acordo com a BRF, a decisão de vender a divisão de lácteos foi feita devido ao baixo retorno financeiro para a empresa. Ainda nesse mês, Cláudio Galeazzi anuncia que deixa a presidência do grupo e dá lugar ao executivo Pedro Faria, que assume a função a partir de janeiro de 2015.
Em 2015, a companhia torna-se a primeira brasileira a investir na emissão de Green Bonds, títulos de dívida que exigem que os recursos captados sejam investidos em projetos ambientalmente sustentáveis. Nesse ano, 50,2% da renda da BRF foi composta de vendas no mercado externo (exportações).
Em linha com o plano estratégico de globalização da companhia, no mesmo ano, na Ásia, foi criada a SATS BRF em Cingapura; na China, BRF cria uma linha de snacks com a marca Sadia. No Oriente Médio, adquiriu fatia da Qatar National Import and Export Co. (QNIE); na Argentina, foram compradas marcas emblemáticas Vieníssima (salsichas), Goodmark (hambúrgueres), Manty e Delícia (margarina) por meio das subsidiárias Avex e Quick Foods.
Já no Brasil, ainda em 2015, a Perdigão volta a atuar em categorias estratégicas (presunto, linguiça calabresa, entre outros) após três anos de reclusão acordados com o Conselho Administrativo de Defesa Econômica (CADE) na fusão Sadia e Perdigão.
No ano de 2016, é constituída a subsidiária Sadia Halal, que deterá os ativos relacionados à produção, distribuição e comercialização de alimentos destinados aos mercados muçulmanos. Ainda, é fechado um acordo com a FFM Berhad, prevendo a cooperação entre as duas partes na FFM Further Processing SDN BHD (FFP), empresa processadora de alimentos baseada na Malásia. Também em 2016, a BRF fecha um acordo de investimento com a COFCO Meat, produtora de alimentos de origem suína na China, com operações verticalmente integradas, operando em todas as cadeias desse segmento de indústria.
No início de 2017, a BRF inicia as operações da subsidiária OneFoods, dedicada ao mercado halal. Com sede em Dubai, nos Emirados Árabes Unidos, a empresa já nasce como a maior companhia halal de proteína animal do mundo. Ainda, a companhia desembarca na Turquia, o maior consumidor de frango halal, para assumir as operações da Banvit, maior produtora de aves e líder de mercado no país.
Em dezembro de 2018, a BRF vendeu suas operações na Argentina, por meio da Avex para as empresas Granja Tres Arroyos e Fribel.

### Fusão com a Marfrig
Em 15 de maio de 2025, anunciou a intenção de fusão com a Marfrig, para criar a MBRF Global Foods Company. A fusão ainda depende da aprovação dos conselhos de administração e do CADE.

## Marcas
Entre as marcas que compõem o portfólio da empresa estão:
- Sadia
- Perdigão
- Perdix
- Qualy
- Speedy Pollo
- Speedy Tok
- Vienissima
- Sofiteli
- Sulina
- UML
- Miss Daisy
- Kidelli
- Hot n Kickin
- Grabits
- Golden Foods
- Fribo
- Deline
- Campo Austral
- Claybom
- Calchaqui
- Chester
- Confidence
- Banvit
- Hilal
- Perdigão Na Brasa
- Perdigão Ouro
- Sadia Internacional (Halal)

## Alterações nos negócios
A fusão entre Sadia e Perdigão, aprovada pelo CADE em 13 de julho de 2013, estabeleceu uma nova dinâmica de mercado, dado que a BRF teria que se desfazer de alguns ativos físicos e marcas de consumo, entre elas, Rezende, Wilson, Escolha Saudável, Light & Elegant, Doriana, Delicata, Freski, Confiança, Tekitos, Texas, Patitas e Fiesta.
De acordo com o CADE, os ativos e marcas deveriam ser vendidos em um pacote único e a um único operador. No decorrer do mesmo ano, a BRF iniciou as tratativas com players do setor para cumprir a ordem determinada pelo CADE. Meses depois, o Grupo Marfrig, assumiu os ativos indicados pelo CADE revendendo posteriormente, os mesmos ativos à JBS.
Além de vender ativos e marcas, a BRF também teve que suspender temporariamente a comercialização de diversos itens do portfólio de Perdigão, entre eles: pizzas, pratos prontos e embutidos. A partir de 2015, a marca voltou a comercializar presunto e linguiça calabresa. Em 2016, relançou o salame da marca. A partir de julho de 2017, período que marca o fim de todas as restrições impostas pelo CADE, a Perdigão volta a incrementar o seu portfólio, cumprindo todas as diretrizes anunciadas pelo órgão regulador.